# خربر

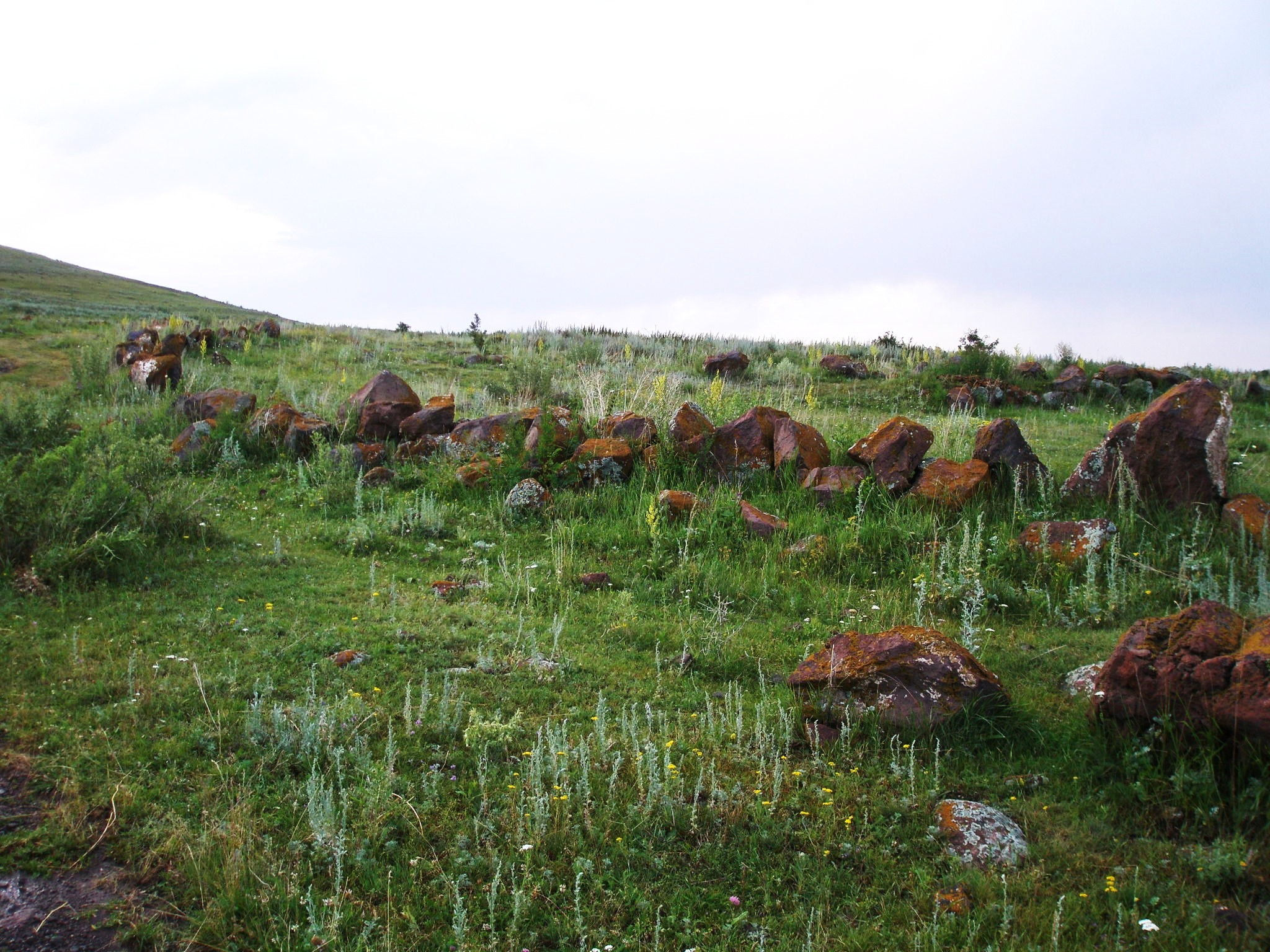
ویرانه‌های شهر باستانی خربر.

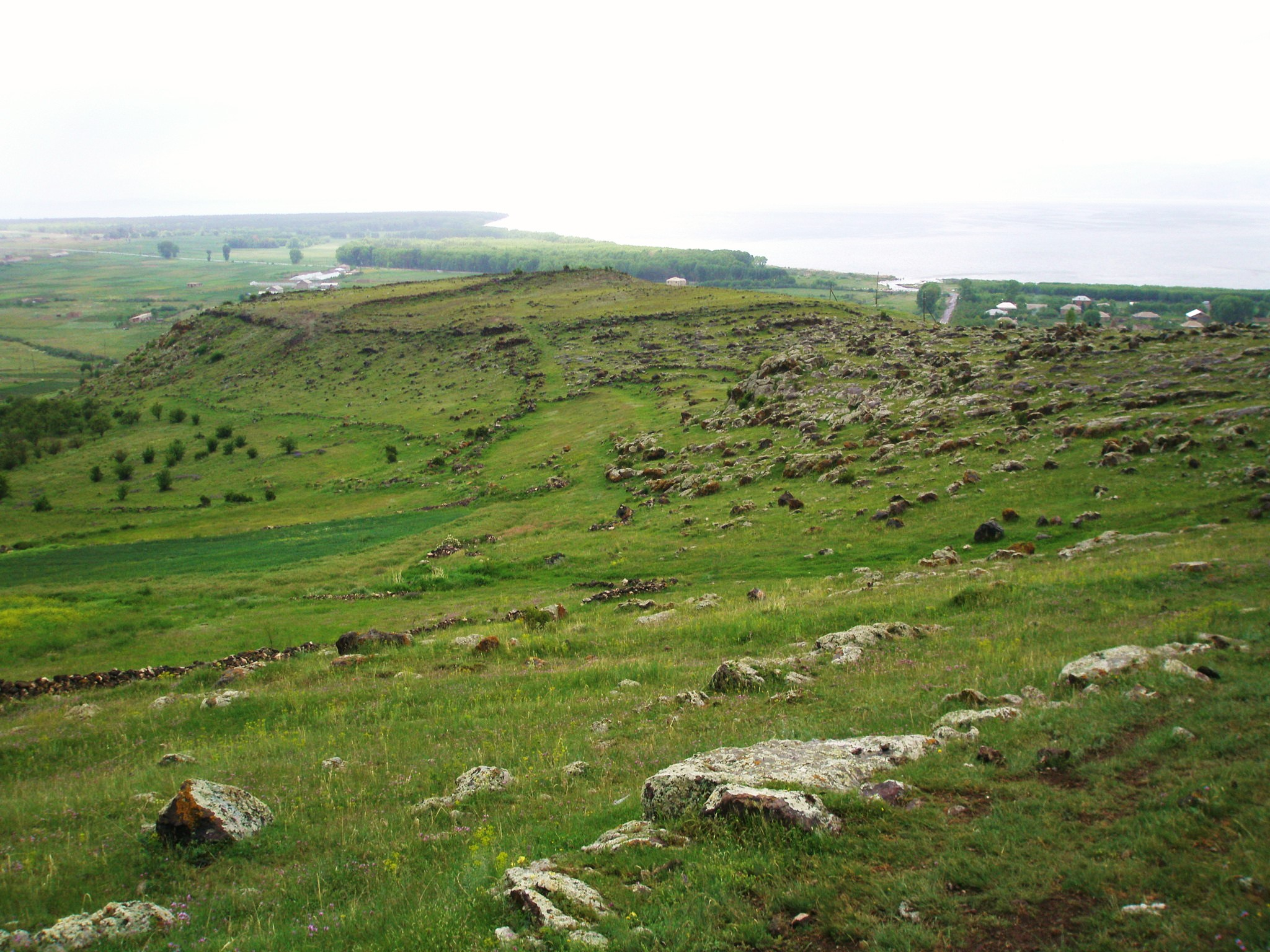
نمایی از ویرانه‌های ایشخانابرد و دریاچه سوان.

خربر (ارمنی: Խռբեր)(ترانویسی: xṙbēr؛ همچنین کارمرشن)، ویرانه‌های یک شهر باستانی است که در کوهستان، در ۸ کیلومتری جنوب‌شرقی ویرانه‌های شهر مستحکم اورارتویی تیسبا (که با نام‌های اودزابرد و ایشخانابرد نیز شناخته می‌شود) قرار دارد. این شهر به لحاظ جغرافیایی در گوشه جنوب‌شرقی دریاچه سوان واقع شده است که می‌توان آن را از نقطه‌ای بلند در میان ویرانه‌ها مشاهده کرد. نام این شهر از گویش محلی روستاهای اطراف جنوب‌شرقی دریاچه سوان گرفته شده و تقریباً به معنای «ویرانه‌ها» است.
پی‌های ساختمان‌های بزرگ مستطیل‌شکل، بخش‌هایی از دیوارهای ضخیم مستحکم و یک گورستان بزرگ با مقبره‌های باستانی، سنگ‌قبرها و خاچکارها هنوز هم قابل مشاهده هستند. بیشتر قبرهای قدیمی در پای تپه‌ای در جنوب ویرانه‌های خربر قرار دارند. در میان این ویرانه‌ها، یادبودی شامل هفت خاچکار به نام یوت وِرک ماتور (به معنای «کلیسای هفت زخم») وجود دارد که احتمالاً متعلق به قرن چهاردهم است و به هفت ارباب از هفت روستا که در آن زمان کشته شدند، اختصاص دارد. یک گورستان باستانی دیگر نیز در آن سوی تپه بزرگ جنوب خربر قرار دارد.

## خربر در فرهنگ مردم
در فرهنگ روستای تسووینار بیان می‌شود که در زمان‌های قدیم، ارباب خربر ازدواج کرده بود و ارباب شهر ایشخانابرد (به معنای «قلعه ارباب»، که تقریباً ۸ کیلومتر دورتر قرار دارد) همسر او را برای همسری خود می‌خواست، حتی با وجود اینکه خود او نیز متأهل بود. رابطه‌ای میان این دو شکل گرفت و خیلی زود ارباب خربر از این موضوع آگاه شد و بسیار خشمگین شد. او تصمیم گرفت شهر ایشخانابرد را که در آن زمان به دلیل دیوارهای بسیار ضخیمش غیرقابل نفوذ به حساب می‌آمد، نابود کند. همسر ارباب ایشخانابرد نیز از رابطه میان شوهرش و همسر ارباب دیگر باخبر شد.
در حالی که ارباب ایشخانابرد در خواب بود، همسر خودش او را بست تا نتواند فرار کند و سپس رفت تا ارباب خربر را به داخل شهر مستحکم ایشخانابرد راه دهد. همسر ارباب خربر، که ارباب دیگر با او رابطه داشت، از آنچه اتفاق افتاده بود باخبر شد و برای آزاد کردن او رفت. او این کار را انجام داد و آن دو در همان شب، سوار بر اسب، از شهر و از طریق غاری که در فاصله بسیار کوتاهی از ایشخانابرد قرار داشت، فرار کردند. این غار هنوز هم قابل مشاهده است و ورودی آن بسیار بزرگ است. گفته می‌شود که در آن زمان غار از ایشخانابرد تا روستایی در فاصله‌ای دورتر امتداد داشت و تونل غار که اکنون فروریخته است، به اندازه‌ای بزرگ بود که یک نفر سوار بر اسب می‌توانست از یک طرف تا طرف دیگر عبور کند.
ارباب خربر شهر مستحکم ایشخانابرد را نابود کرد و گفت:
«حالا در این سرزمین چیزی جز مار و عقرب زندگی نخواهد کرد!»
از آن زمان، نام آن شهر دیگر به «اودزابرد» به معنای «قلعه مار» شناخته شد.